# أبرففرو (ويلز)
ابرففرو (ويلز) (بالإنجليزية: Aberffraw)‏ هي منطقة سكنية تقع في المملكة المتحدة في ويلز.  يقدر عدد سكانها بـ 608 نسمة .

## أعلام
- جوينليان ابنة جروفيد